# Gubavčevo Polje
Gubavčevo Polje – wieś w Chorwacji, w żupanii zadarskiej, w gminie Gračac. W 2011 roku liczyła 3 mieszkańców.